# John E. McCall

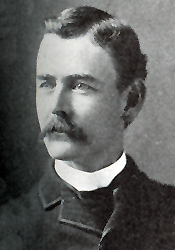
John E. McCall

John Ethridge McCall (* 14. August 1859 in Clarksburg, Carroll County, Tennessee; † 8. August 1920 in Huntingdon, Tennessee) war ein US-amerikanischer Jurist und Politiker. Zwischen 1895 und 1897 vertrat er den Bundesstaat Tennessee im US-Repräsentantenhaus.

## Werdegang
John McCall besuchte sowohl öffentliche als auch private Schulen und studierte danach bis 1881 an der University of Tennessee in Knoxville. Nach einem anschließenden Jurastudium und seiner im Jahr 1882 erfolgten Zulassung als Rechtsanwalt begann er in Huntingdon in seinem neuen Beruf zu arbeiten. Dort gab er 1882 auch die Zeitung „Tennessee Republican“ heraus. Im Dezember 1883 verlegte er seinen Wohnsitz und seine Anwaltskanzlei nach Lexington.
Politisch war McCall Mitglied der Republikanischen Partei. Zwischen 1887 und 1889 saß er als Abgeordneter im Repräsentantenhaus von Tennessee. In den Jahren 1888 und 1900 war er Delegierter zu den jeweiligen Republican National Conventions, auf denen Benjamin Harrison und später William McKinley als Präsidentschaftskandidaten nominiert wurden. 1890 und 1891 war McCall stellvertretender Bundesstaatsanwalt für das westliche Tennessee. In den Jahren 1892 und 1900 kandidierte er jeweils erfolglos für das Amt des Gouverneurs von Tennessee.
Bei den Kongresswahlen des Jahres 1894 wurde er im achten Wahlbezirk von Tennessee in das US-Repräsentantenhaus in Washington, D.C. gewählt, wo er am 4. März 1895 die Nachfolge von Benjamin A. Enloe antrat. Da er im Jahr 1896 nicht bestätigt wurde, konnte er bis zum 3. März 1897 nur eine Legislaturperiode im Kongress absolvieren. Zwischen 1902 und 1905 war McCall Leiter der Steuerbehörde im fünften Steuerbezirk seines Staates. Vom 17. Januar 1905 bis zu seinem Tod am 8. August 1920 fungierte er als Richter am Bundesbezirksgericht für den westlichen Distrikt von Tennessee.